# Брук, Челси
Челси Эбби Брук (англ. Chelsea Abbey Brook; род. 29 июля 1998 года, Труро, штат Южная Австралия, Австралия) — австралийская профессиональная баскетболистка, выступавшая за команду женской национальной баскетбольной лиги «Аделаида Лайтнинг». Играет на позиции тяжёлого форварда и центровой.
В составе национальной сборной Австралии она стала победительницей летней Универсиады 2017 года в Тайбэе.

## Ранние годы
Челси Брук родилась 29 июля 1998 года в городке Труро (штат Южная Австралия).